# ایگلویل، شهرستان یوبا، کالیفرنیا
ایگلویل (به انگلیسی: Eagleville) یک منطقهٔ مسکونی در ایالات متحده آمریکا است که در شهرستان یوبا، کالیفرنیا واقع شده‌است. ایگلویل ۱٬۱۴۵ متر بالاتر از سطح دریا واقع شده‌است.